# Walther Bienert
Walther Erich Richard Bienert (* 26. August  1909 in Köln; † 22. März 1994 ebenda) war ein deutscher evangelischer Theologe.

## Leben
Bienert wuchs in Köln und Barmen auf. Nach dem Abitur am Kölner Friedrich-Wilhelm-Gymnasium (1928) studierte er in Bonn (bis 1930), später in Halle Evangelische Theologie und Philosophie u. a. bei Karl Barth, Hans Emil Weber, Julius Schniewind und Friedrich Karl Schumann. Er promovierte in Philosophie 1934 bei Paul Menzer zum Dr. phil. und in Theologie bei Ernst Barnikol zum Lic. theol. mit summa cum laude. Während seines Studiums trat er den christlichen Studentenverbindungen Kölner Wingolf (1928) und dem Hallenser Wingolf (1934) bei, denen er zeitlebens verbunden blieb. Im Anschluss war Bienert 1934/35 im Arbeitsdienst. Bienert war zum 1. Oktober 1930 in die NSDAP eingetreten, schied aber nach wenigen Monaten wegen nicht gezahlter Beiträge aus. Er wurde Oktober 1933 mit dem Stahlhelm, dem er beigetreten war, in die SA überführt. Als im Januar 1933 die Nationalsozialisten die Macht übernahmen, bekam er Schwierigkeiten, weil er nicht linientreu war. So wurde sein Habilitationsverfahren drei Jahre lang verzögert. Dank der Fürsprache seiner Hallenser Professoren habilitierte er sich dennoch 1936 und wurde am 31. März 1937 zum Dozenten für Kirchen- und Dogmengeschichte ernannt. Auch fiel er 1937 dem Gau-Dozentenbundsführer Wilhelm Wagner im Kampf gegen die Bekennende Kirche positiv auf. Zum 1. Mai 1937 trat er erneut der Partei bei (Mitgliedsnummer 5.531.525). 1939 wurde er zur Polizei einberufen, jedoch bald aus gesundheitlichen Gründen entlassen. Seine 1943 anstehende Berufung zum Außerplanmäßigen Professor verhinderte das NS-Kultusministerium in Berlin jedoch endgültig. Aus familiären Gründen verzichtete Bienert nach reiflicher Überlegung auf eine angedachte Emigration und nahm schließlich im März 1940 eine Pfarrstelle in Halle-Diemitz an, um finanziell über die Runden zu kommen, und war zugleich Inspektor des Tholuck-Konviktes. Im Juli 1940 legte er die zweite theologische Prüfung mit sehr gut ab.
Als Gemeindemitglieder seiner Kirchengemeinde dem Euthanasieprogramm der Nationalsozialisten zum Opfer fielen, prangerte Bienert dieses bei den Beerdigungen unter Bezugnahme auf das Fünfte Gebot mit deutlichen Worten an. Der ihm daraufhin drohenden Internierung in einem KZ entging Bienert, weil ihn der ihm bekannte Wehrbereichskommandant am 5. Juni 1941 zur Wehrmacht einzog. Dort diente er in einem Nachrichten-Ersatz-Bataillon, später als Kanonier. 1942 wurde er Fahnenjunker und für Einsätze im Kaukasus und am Ladogasee mit der Ostmedaille ausgezeichnet und 1944 zum Leutnant befördert.
Anfang Mai 1945 geriet er in amerikanische Kriegsgefangenschaft und konnte schon Ende Juni nach Halle zurückkehren und seine berufliche Tätigkeit als Pfarrer und Dozent an der Universität wieder aufnehmen. Letztere verlor er aber bald wieder, als die Sowjets nach Übernahme der Stadt Halle von den Amerikanern im Juli 1945 bald alle Ämter mit Kommunisten besetzten. Er trat 1946 in die Ost-CDU ein und bald folgte auch die förmliche Feststellung seiner antifaschistischen Haltung. So konnte er 1947 wieder als Pfarrer wirken.
Bienert hatte sich in seiner Studienzeit bereits intensiv mit dem Marxismus auseinandergesetzt und hielt auch diesen für unvereinbar mit dem christlichen Glauben. So bezog er nun in seinen Predigten, aber auch in öffentlichen Diskussionen betont Stellung gegen das marxistische Weltbild. Ständige Überwachung durch Polizeispitzel und regelmäßige Verhöre durch die Administration waren die Folge. Schließlich schien ein Wechsel in den Westen dringend angezeigt, was ihm durch Vermittlung von Bischof Otto Dibelius und dem rheinischen Präses Heinrich Held im März 1950 gelang.
Im Herbst 1950 trat er eine Pfarrstelle in Frechen an. In den folgenden Jahren hatte er wesentlichen Anteil am Wiederaufbau der damals 8000 Gemeindemitglieder (davon die Hälfte Flüchtlinge) umfassenden Gemeinde und auch am Bau der Martin Luther-Kirche im damaligen Frechener Gemeindebezirk Gleuel. Gleichwohl übertrug ihm das Kultusministerium von Nordrhein-Westfalen bereits 1953 die nebenberufliche Dozentur am Berufspädagogischen Institut Köln. Er war auf evangelischer Seite Leiter der gemeinsamen Sozialarbeit der Konfessionen im Rheinischen Braunkohlerevier, ab 1963 zugleich Dozent an der Evangelischen Höheren Fachschule für Sozialarbeit Michaelshoven in Rodenkirchen.
Im Jahr 1961 folgte an ihn der Ruf, eine Akademie für Erwachsenenbildung in Köln zu gründen. Die ersten Seminare hielt er bereits von Mai bis August 1961. Am 1. Oktober 1962 wurde sodann das Melanchthon-Werk offiziell eröffnet, das 1963 in Melanchthon-Akademie umbenannt wurde und dessen Veranstaltungen im Jahr 1973 – dem letzten vollen Dienstjahr Bienerts – fast 63.000 Teilnehmer hatten.
Im Jahr 1974 trat er in den Ruhestand, verfasste aber zahlreiche weitere Bücher.
Bienert war verheiratet und hatte eine Tochter.

## Veröffentlichungen (Auswahl)
- Die Philosophie des Christian Thomasius, E. Klinz, Halle 1934
- Die Glaubenslehre des Christian Thomasius, E. Klinz, Halle 1934
- Der Anbruch der christlichen deutschen Neuzeit, dargestellt an Wissenschaft und Glauben des Christian Thomasius, Akademie Verlag, Halle 1934
- Goethes pietistisch-humanistisches Privatchristentum, Akademie Verlag, Halle 1935
- Der älteste nichtchristliche Jesusbericht. Josephus über Jesus. Unter besonderer Berücksichtigung des altrussischen „Josephus“, Akademie Verlag, Halle 1936
- Evangelische Kirchengestaltung. Das Ringen um Luthers Kirchenideal von der Reformation bis zur Gegenwart, Akademie Verlag, Halle 1940
- Das Volk im Lichte der Bibel, Wichern-Verlag, Berlin-Spandau 1949
- Die Arbeit nach der Lehre der Bibel. Eine Grundlegung evangelischer Sozialethik, Evangelisches Verlagswerk, Stuttgart 1954
- Krieg, Kriegsdienst und Kriegsdienstverweigerung nach der Botschaft des Neuen Testaments, Evangelisches Verlagswerk, Stuttgart 1952; 2., erweiterte Aufl. Brunnen Verlag, Gießen/Basel 1985; 3. Aufl. Esras.net, Niederbüren 2018 (erweitert mit einem Artikel von Herbert H. Klement, „Krieg und Frieden im Alten Testament“)
- Der Handwerker heute und morgen, Verlag Kirche und Mann, Gütersloh [1961]
- Evangelische Erwachsenenbildung, Reykers, Weiden 1967
- Revolte oder Reform. Ein Christ zur außerparlamentarischen Opposition, Reykers, Königsdorf 1968
- Der überholte Marx. Seine Religionskritik und Weltanschauung, kritisch untersucht, Evangelisches Verlagswerk, Stuttgart 1974, 3. Aufl. 1975
- Über Marx hinaus zu wahrem Menschsein. Eine kritische Analyse der Marxschen Anthropologie in ihrer Begegnung mit dem christlichen Menschenbild, Lembeck, Frankfurt am Main 1979
- Martin Luther und die Juden, Evangelisches Verlagswerk, Frankfurt am Main 1982
- Faszinierender Marxismus – heute, Hänssler, Neuhausen 1984
- Besinnung zum Friedenstiften. Was können Christen und Kirchen Besonderes für den Frieden tun?, Hänssler, Neuhausen 1983, 2. Aufl. 1984
- Schaue auf dies neue Volk. Wie die Russen vor 1000 Jahren Christen wurden, Brunnen-Verlag, Gießen 1988
- Russen und Deutsche – was für Menschen sind das? Berichte, Bilder und Folgerungen aus dem 2. Weltkrieg, Christiana-Verlag, Stein am Rhein 1990
- Das war – was wird sein? Ein Christ durchlebt das zwanzigste Jahrhundert, Archiv der Evangelischen Kirche im Rheinland, Düsseldorf 1994